# 7074 Мюкке
7074 Мюкке (7074 Muckea) — астероїд головного поясу, відкритий 10 вересня 1977 року.
Тіссеранів параметр щодо Юпітера — 3,633.